# سلیم الجبوری
سلیم الجبوری (زادهٔ ۱۲ اوت ۱۹۷۱) یک سیاستمدار اهل سنت عراقی است.